# Port lotniczy La Desirade

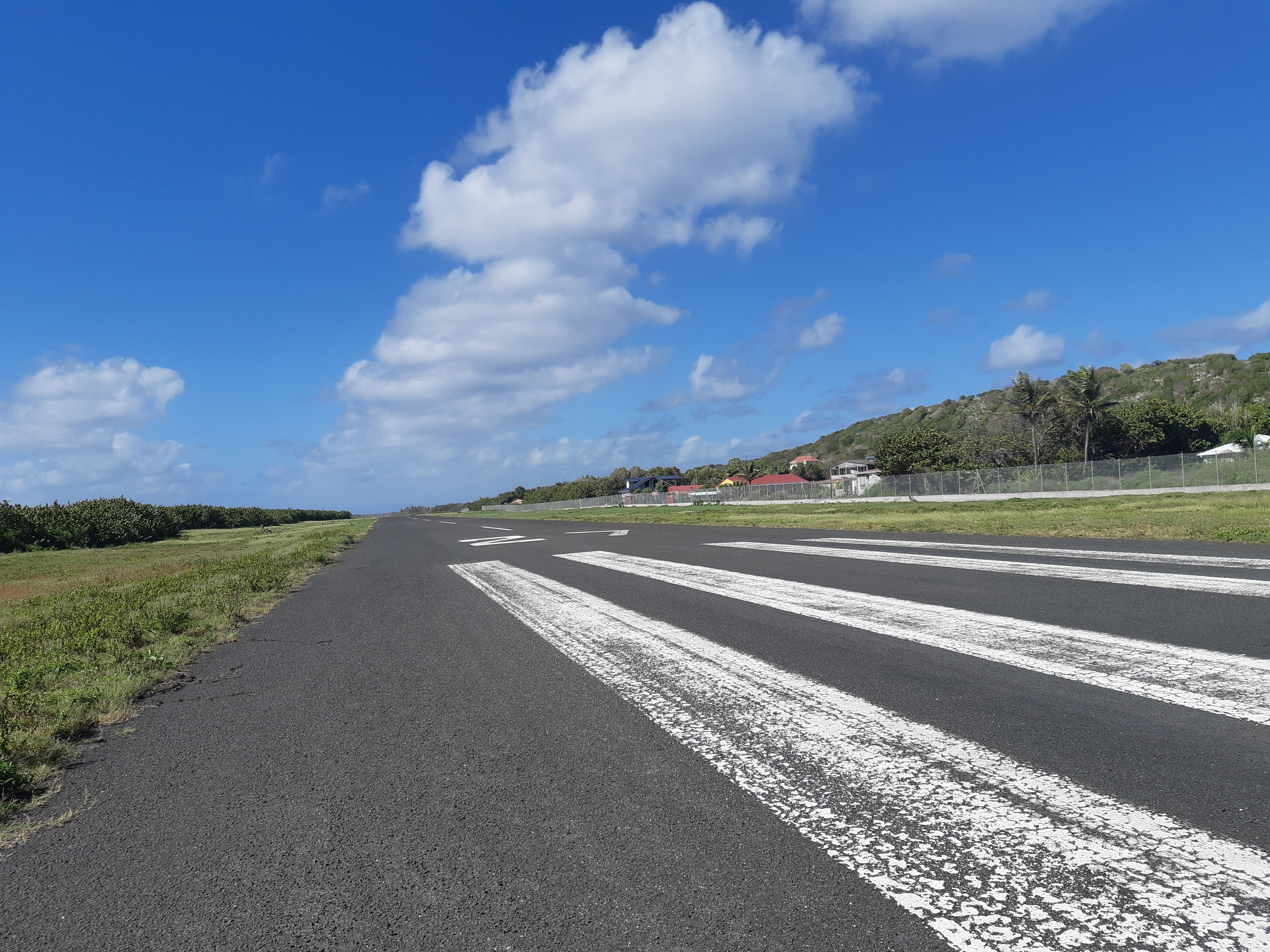
Droga startowa lotniska

Port lotniczy La Désirade – czwarty co do wielkości port lotniczy Gwadelupy, zlokalizowany w miejscowości Grande-Anse, na wyspie La Désirade.